# Dennis Cameron
Dennis Cameron es un guitarrista y compositor canadiense, famoso por haber sido el líder de la agrupación de hard rock Angelica.

## Carrera
Con Angelica estuvo presente en sus primeros cuatro discos en estudio, Angelica (1989), Walkin' in Faith (1990), Rock, Stock & Barrel (1991), Time is All it Takes (1992) y su regreso con el álbum instrumental Without Words (2020). Fue siempre la cabeza visible de la banda, encargándose de la mayoría de las composiciones. Siempre alternó sus músicos, a tal punto que en solamente cuatro discos, contó con tres vocalistas diferentes, Rob Rock, Jerome Mazza y Drew Baca.
Cameron es un guitarrista con una gran técnica y agilidad, influenciado por los sonidos del hard rock de los años 1970, y por bandas como Deep Purple, Led Zeppelin y Queen.

## Discografía

### Angelica
- Angelica (1989)
- Walkin' In Faith (1990)
- Rock, Stock & Barrel (1991)
- Time Is All It Takes (1992)
- Without Words (2020)